# Mijajlica
Mijajlica (en serbe cyrillique : Мјајлица) est un village de Serbie situé dans la municipalité de Bojnik, district de Jablanica. Au recensement de 2011, il comptait 140 habitants.

## Démographie
| 1948 | 1953 | 1961 | 1971 | 1981 | 1991 | 2002 | 2011 |
| ---- | ---- | ---- | ---- | ---- | ---- | ---- | ---- |
| 742  | 755  | 706  | 595  | 458  | 301  | 190  | 140  |

|  |